# Giorgio Crescentini
Giorgio Crescentini (ur. 8 marca 1950 w Montegiardino) – sanmaryński polityk, działacz sportowy i piłkarz występujący na pozycji obrońcy.

## Kariera polityczna
W 1984 roku pełnił wraz z Glorianą Ranocchini półroczną kadencję na stanowisku kapitana regenta San Marino z ramienia Socjalistycznej Partii San Marino (PSS).

## Kariera piłkarska
Jako nastolatek szkolił się w akademii piłkarskiej Nucleo Addestramento Giovani Calciatori, zarządzanej przez FSGC. Następnie trenował w akademii SS Ternana i Bologna FC 1909. W trakcie kariery na poziomie seniorskim występował na pozycji stopera w klubach sanmaryńskich: SS Serenissima, SC Faetano, SP Tre Penne, SP La Fiorita, SP Tre Fiori oraz we włoskim zespole AS Novafeltria. Ze względu na warunki fizyczne nosił przydomek Buldożer. Z powodu kontuzji stawu kolanowego w 1977 roku zakończył grę w piłkę nożną.

## Działalność sportowa

### Federazione Sammarinese Giuoco Calcio
W 1967 roku Crescentini wraz z grupą 17 innych osób założył klub piłkarski SP La Fiorita. W 1977 roku rozpoczął pracę w zarządzie FSGC. W latach 1982–1985 pełnił funkcje wiceprezydenta oraz sekretarza generalnego. W 1985 roku został wybrany na prezydenta federacji. Podczas swojej pierwszej kadencji skupił się na budowie zorganizowanych struktur piłkarskich w San Marino. W 1985 roku utworzono męskie reprezentacje San Marino w piłce nożnej i futsalu, a także Stowarzyszenie Sędziów San Marino (ASA). W sezonie 1985/86 zainaugurowano rozgrywki Serie A1, natomiast w kolejnym sezonie powołano do życia Serie A2. W 1986 roku FSGC zatwierdziła pierwszy statut federalny i otrzymała wstępne członkostwo w UEFA, co pozwoliło jej rok później na wystawienie reprezentacji U-16 w kwalifikacjach Mistrzostw Europy 1988. 24 czerwca 1988 oficjalnie przyjęto San Marino do UEFA, natomiast 2 lipca tegoż roku do FIFA. W tym samym roku działalność rozpoczęła reprezentacja U-21. W 1990 roku występy zainaugurowała seniorska reprezentacja San Marino, która wzięła udział w eliminacjach Mistrzostw Europy 1992. W 1993 roku utworzono reprezentację U-18.
W 1993 roku Crescentini zaaprobował na stanowisku sekretarza generalnego Luciano Casadeiego (1958–2020), który pełnił tę funkcję do 2017 roku. We współpracy z nim organizował on format rozgrywek piłkarskich, tworzył rozgrywki młodzieżowe i bazy szkoleniowe oraz zainicjował cykliczne imprezy kulturalno-sportowe Festa del Calcio oraz Calcio Estate. W 2000 roku sanmaryńskie kluby zostały dopuszczone do rozgrywek Pucharu UEFA, natomiast od sezonu 2007/08 mistrz kraju otrzymał prawo udziału w kwalifikacjach Ligi Mistrzów UEFA. W 2005 roku FSGC uzyskała z UEFA 2,5 miliona franków szwajcarskich w ramach programu rozwojowego Hat-trick. Fundusze te przeznaczono na modernizację 10 boisk na terenie kraju oraz budowę nowej siedziby federacji La Casa del Calcio. W 2011 roku reprezentacja San Marino w futsalu rozpoczęła rywalizację w oficjalnych rozgrywkach. W 2015 roku FSGC pozyskała z programów rozwojowych Hat-trick i Goal kwotę 14 milionów euro, którą przeznaczono na modernizację i rozbudowę obiektów piłkarskich. W czerwcu tego samego roku Crescentini ogłosił rezygnację zę stanowiska ze względów zdrowotnych, którą odwołał 6 miesięcy później. W 2017 roku, po odbyciu ośmiu kadencji, został zastąpiony przez Marco Turę, który w 2019 roku przyznał mu tytuł pierwszego w historii członka honorowego FSGC.

### Narodowy Komitet Olimpijski San Marino
W latach 1989–2005 i 2009-2016 był wiceprezydentem Narodowego Komitetu Olimpijskiego San Marino (CONS). Za jego kadencji San Marino dwukrotnie uzyskało prawa do organizacji Igrzysk Małych Państw Europy (2001, 2017).

### Działalność międzynarodowa
W styczniu 2004 roku Crescentini został mianowany członkiem Komisji Odwoławczej FIFA, w której zasiadał przez jedną kadencję. W lipcu 2007 roku objął funkcję wiceprzewodniczącego Komitetu UEFA ds. Futsalu i Piłki Nożnej Plażowej, którą sprawował przez dwie kadencje do 2014 roku.

## Życie prywatne
W 1973 roku ukończył Wyższy Instytut Wychowania Fizycznego w Urbino. Jego syn Paolo (ur. 1973) jest dziennikarzem San Marino RTV i politykiem. W latach 2001–2009 był on prezydentem klubu SP La Fiorita. W latach 2008–2013 zasiadał w Wielkiej Radzie Generalnej z ramienia Partii Socjalistów i Demokratów (PSD). Był współzałożycielem Socjalistycznej Partii Reformatorskiej San Marino (PSRS) i pierwszym jej przewodniczącym (2009–2012) oraz przewodniczącym Partii Socjalistycznej (PS) (2016). Giorgio Crescentini był stryjem Federico Crescentiniego, reprezentanta San Marino w piłce nożnej.